# Hermann Haack

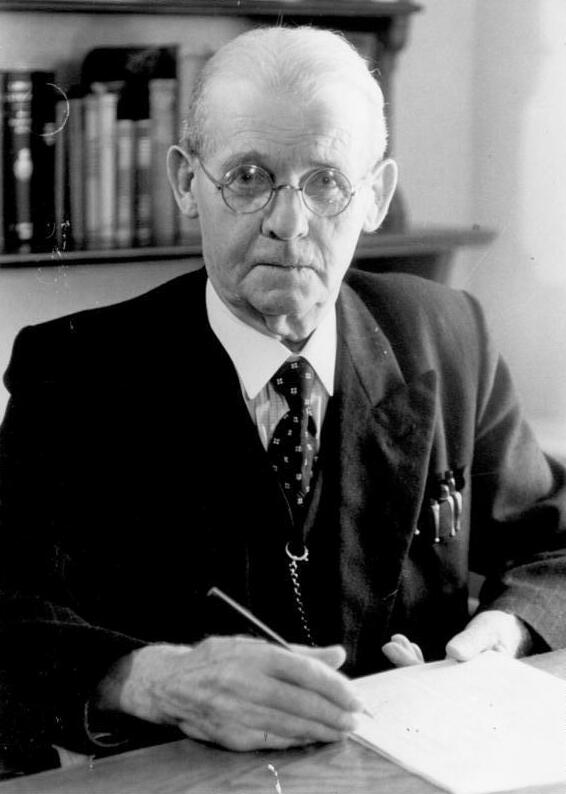
Prof. Hermann Haack (1957)

Hermann Otto Haack (Friedrichswerth, 29 oktober 1872 -  Gotha, 22 februari 1966) was een Duitse cartograaf.

## Levensloop
Zijn vader bedreef een postkantoor in Friedrichswerth. Haack ging van 1878 tot 1883 naar de plaatselijke basisschool. Bij toeval ontmoette hij Bernhard Perthes, die hem financieel steunde en hem in staat stelde te studeren in Halle. Haack begon daar in 1893 aan een studie aardrijkskunde en cartografie.
Later verhuisde hij naar de universiteit van Göttingen, waar hij leerling werd van de geograaf Hermann Wagner (1840-1929). Op zijn aanbeveling werd Haack vervolgens geplaatst in Humboldtuniversiteit te Berlijn waar hij assistent werd van Ferdinand von Richthofen. In 1896 rondde Haack zijn studie met succes af met zijn proefschrift Über die mittlere Höhe von Südamerika.
Na het voltooien van zijn militaire dienst in 1897, kreeg Haack een vaste aanstelling bij het Uitgeverij Justus Perthes in Gotha, waar hij van tijd tot tijd als student had gewerkt. Het eerste grote project waarbij Haack betrokken was, was de Deutsche Schulatlas van zijn leraar Richard Lüddecke. Na diens vroege dood in 1888 had Hermann Habenicht deze functie overgenomen.

Helbigs Reisewege in Nordost-Honduras. – Vereinfacht dargestellt nach der Karte Entwurf einer topographischen Übersicht von Nordost-Honduras mit der Mosquitia. In: Petermanns Geographische Mitteilungen, 101. Jahrgang, Gotha, VEB Hermann Haack, 1957, Heft 2, Tafel 15.

Vanaf 1898 was Haack verantwoordelijk voor de ontwikkeling van de schoolwandkaarten van Perthes. Van elke kaart werden drie edities gemaakt (geografisch, historisch, fysiek). Zeer sterke kleuren zorgden ervoor dat de essentiële kaartinhoud gemakkelijk herkenbaar was in de klaslokalen, zelfs van een afstand. Ook hier zette hij de bestaande kleurensymboliek voor fysieke kaarten voort: groen = bodem; rood = steden; blauw = watermassa; bruin = bergen. Deze 'fysieke kleuring', ontwikkeld door Uitgeverij Justus Perthes in de 19e eeuw, heeft tot op de dag van vandaag nauwelijks aan belang ingeboet voor schoollessen. Haack speelde ook een belangrijke rol bij een volledige herziening van Stielers Handatlas. De tiende editie verscheen van 1920 tot 1944 in verschillende edities met meer dan 250 kaarten, die nog steeds in koper gegraveerd werden.
In 1903 richtte Haack het tijdschrift Geographischer Anzeiger op. Toen hij in 1912 het 'Verband Deutscher Schulgeographen' (Vereniging van Duitse Schoolgeografen) oprichtte, fungeerde dit als het tijdschrift van de vereniging. In 1944 trok Haack zich terug in het privéleven. Na het einde van de oorlog brachten de toenmalige Sovjet-bezettingstroepen Haack terug naar het Geografisch Instituut, waar hij bijna tot het einde van zijn leven werkte. Na de onteigening zonder compensatie door de gemeenteraad van Gotha in januari 1953, werd de nu publieke Uitgeverij Justus Perthes in oktober 1955 omgedoopt tot VEB Hermann Haack Geografisch Cartografisch Instituut Gotha. Tot 1989 was 'Haack Gotha' de monopolie-uitgeverij van de DDR voor cartografische schoolpublicaties (voornamelijk atlassen en wandkaarten). Van 1948 tot 1954 was Haack hoofdredacteur van Petermanns Geographische Mitteilungen. Hij werd beschouwd als een vertrouweling door de bezettende macht en later in de DDR, aangezien hij sinds 1932 een 'correspondentie lid van de Geografische Vereniging van de USSR' was.

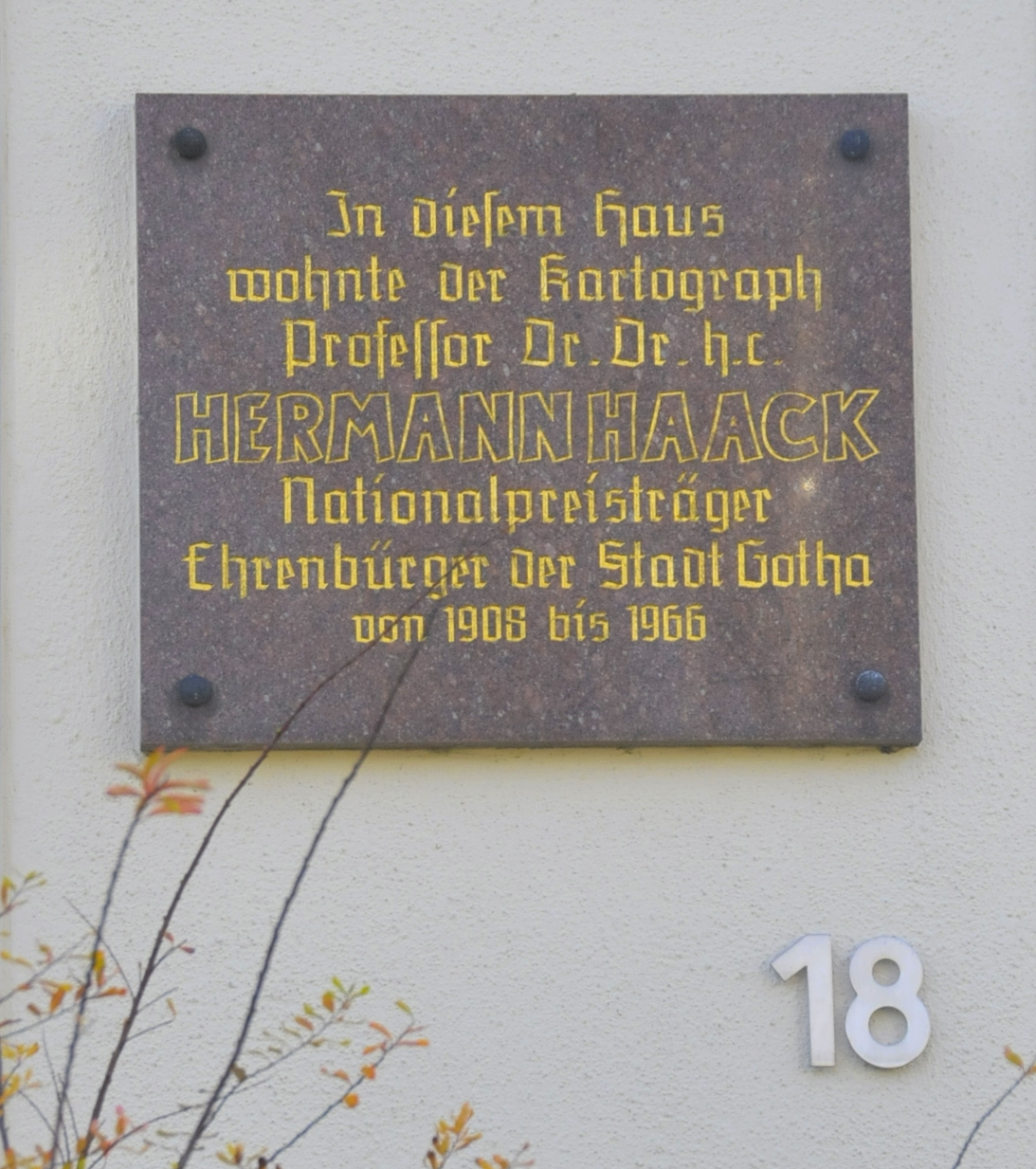
Gotha, Emminghausstraße 18